# Liebethal

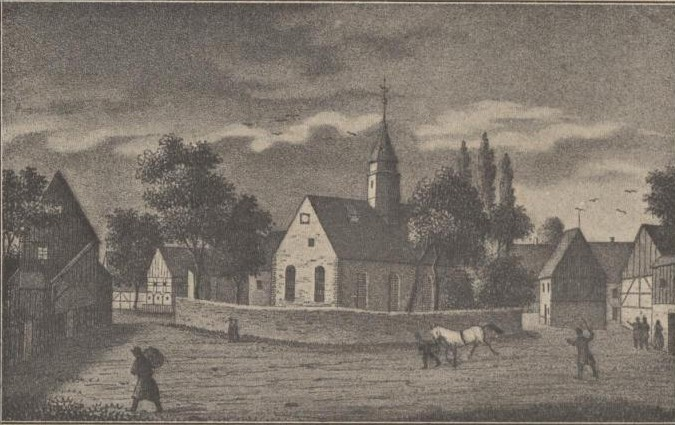
Liebethal um 1850

Liebethal ist ein Stadtteil von Pirna, der Kreisstadt des Landkreises Sächsische Schweiz-Osterzgebirge.
Der Stadtteil liegt im Nordosten der Stadt auf der rechten Elbseite, oberhalb des von der Wesenitz durchflossenen Liebethaler Grundes. Benachbarte Stadtteile sind Bonnewitz im Westen und Hinterjessen im Südwesten. Östlich grenzt Lohmen an.
Das von einer Blockflur umgebene Gassendorf wurde 1241 erstmals als Namensbestandteil eines „Heinricus de Liebintal“ in der Oberlausitzer Grenzurkunde erwähnt. Liebethal kam 1336 in den Besitz der Bischöfe von Meißen. Bischof Johann VI. von Saalhausen ließ 1498 das Schloss abbrechen, weil sein Betrieb unrentabel war. 1559 war Liebethal ein Amtsdorf im Amt Stolpen. Auf Grundlage der Landgemeindeordnung von 1838 wurde Liebethal selbstständige Landgemeinde. Es gehörte ab 1843 zum Amt Hohnstein, ab 1856 zum Gerichtsamt Pirna und ab 1875 zur Amtshauptmannschaft Pirna. In der Zeit der DDR gehörte Liebethal zum Kreis Pirna. Am 1. Juni 1971 wurde es nach Pirna eingemeindet.

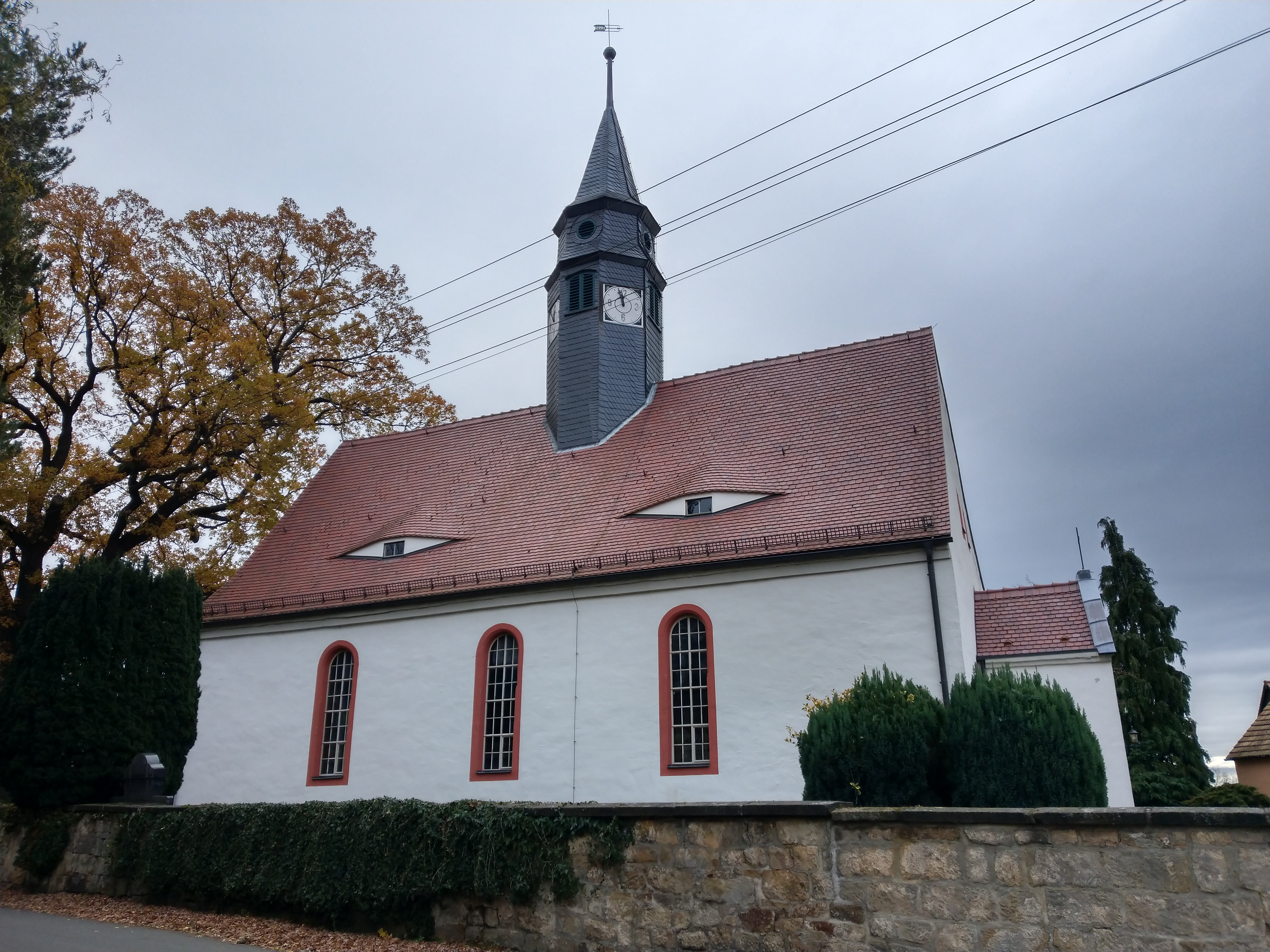
Liebethaler Dorfkirche (Nordseite)

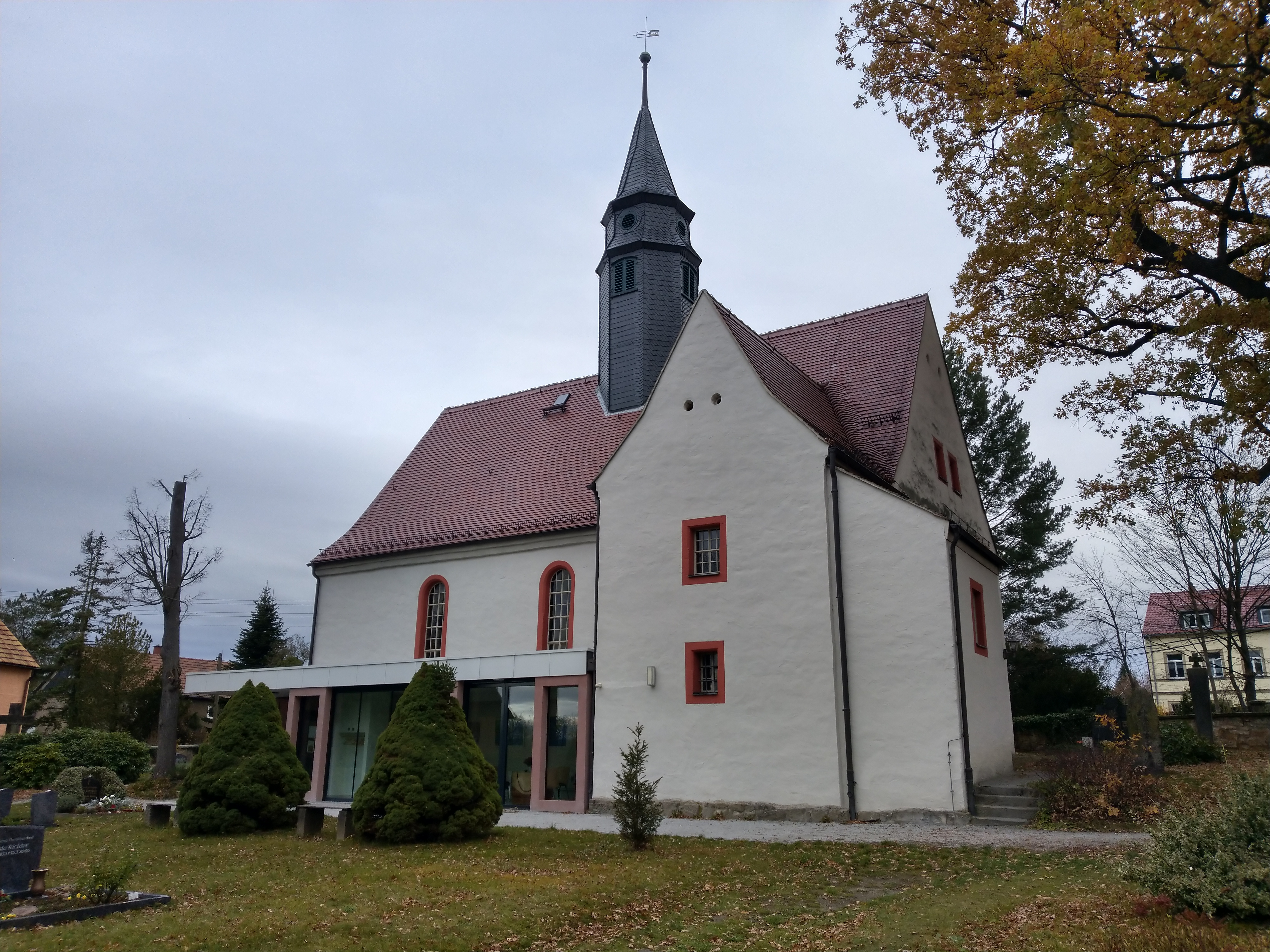
Liebethaler Dorfkirche (Südseite)